# معركة رأس بورناس
كانت معركة رأس بورناس اشتباكًا بحريًا بين القوات البحرية السوفيتية والرومانية بالقرب من بحيرة بورناس في أكتوبر 1942.في الأول من أكتوبر عام 1942، هاجمت الغواصة السوفييتية من فئة إم-118 سفينة النقل الألمانية سالزبورغ وأغرقتها، وكانت تحمل على متنها 2000 أسير حرب سوفييتي. بعد الهجوم، تم تحديد موقع الغواصة بواسطة قارب طيران ألماني من طراز بلوم اند فوس بي في 138، وتم إرسال الزوارق الحربية الرومانية جيكوليسكو من سوبلوكوتيننت وستيهي يوجين إلى مكان الحادث. هاجمت السفينتان الحربيتان الرومانيتان الغواصة السوفييتية بقنابل الأعماق، مما أدى إلى إغراقها.   

## روايات بديلة
فشلت المسوحات الأخيرة في المنطقة في العثور على الحطام في موقع الغرق المزعوم، وقد تم طرح نسخة بديلة مفادها أن الغواصة إم-118 فقدت بسبب هجوم بطائرة مائية ألمانية  أو من قصف ميداني روماني. 
وفي الوقت نفسه، أفاد أحد المصادر أن وحدات السطح الرومانية أغرقت غواصتين سوفييتيتين.  هناك العديد من الغواصات السوفيتية التي يزعم أن السفن الحربية الرومانية أغرقتها، ولكن الادعاءين الأكثر صحة هما الغواصتان إم-118 و شوش-206، اللتان غرقتا في 9 يوليو 1941. 

## روابط خارجية
- إم-118 من البحرية السوفيتية
- إم-118